# Robert Abirached
Robert Abirached, né le 25 août 1930 à Beyrouth, et mort le 15 juillet 2021 à Paris 15e, est un écrivain et homme de théâtre. Il s’est rendu à Paris dès 1948, un an après la fin de ses études secondaires, pour y préparer au lycée Louis-le-Grand le concours d'entrée à l’École normale supérieure (Ulm), où il a été admis en juillet 1952. 
Suivront une agrégation de lettres en 1956 et, après une longue pause, un doctorat d'État à la Sorbonne en 1974. 
Dès son entrée dans la vie active, Robert Abirached s’est partagé entre enseignement supérieur, parcours littéraire et engagement civique dans le monde du théâtre, à quoi s’est ajouté d’une façon inattendue un épisode politique assez fourni, entre 1981 et 1988.

## Éléments biographiques

### Les débuts
Sans entrer tout de suite dans l’Université, il édite d’abord, dans la collection de la Pléiade chez Gallimard, les Mémoires de Casanova (trois volumes), ce qui va l’occuper pendant trois années. 
Dès 1956, il commence une longue collaboration à Études et à La Nouvelle Revue française (NRF) où il donnera, jusqu’en 1971, des chroniques régulières de critique littéraire et de critique dramatique, activité qu’il pratiquera également en journaliste au Nouvel Observateur, de 1964 à 1967.
Il a, entre-temps, publié un essai, Casanova ou la dissipation (prix Sainte-Beuve, 1961) et un roman L’Émerveillée (1963). 
Directeur littéraire des éditions du « Cercle du Livre précieux » en 1965, il abandonne ces fonctions au bout d’un an pour entrer à la Sorbonne comme assistant en littérature française. C’est là qu’il vivra les événements de Mai 1968 avant d’être nommé, l’année suivante, chargé d’enseignement à l’université de Caen où il créera l’un des premiers Instituts d’études théâtrales et où il restera jusqu’en 1981.

### De l'université à l'écriture
L’épisode suivant de son parcours universitaire n’interviendra qu’en 1988, quand il rejoindra, en octobre, l'Université Paris-Nanterre où il avait été élu l’année précédente. Il y dirigera le département des arts du spectacle jusqu’en septembre 1999, date à laquelle il prend sa retraite académique. Pendant cette période, il sera professeur associé à l’université catholique de Louvain–la-Neuve (1988-1992), puis il occupera la chaire d’histoire du théâtre au Conservatoire national supérieur d’art dramatique (1992-1997). Ces vives « excursions » ont réveillé avec bonheur le souvenir du trimestre passé par Robert Abirached dans les années soixante-dix à l’université de Montréal en qualité de professeur invité.
Tout au long de ces années, Robert Abirached a poursuivi une activité littéraire assez continue. Il publie, en 1978, La Crise du personnage dans le théâtre moderne. Avaient précédé, en 1973, Jean Vauthier, puis une pièce jouée au théâtre national de l’Odéon et dans plusieurs centres dramatiques nationaux (Nice, Besançon, Dijon), Tu connais la musique ?. Toujours en 1973, la nouvelle chaîne de télévision, France 3, diffuse trois courtes dramatiques de Robert Abirached. Il donne ensuite un canevas de texte expérimental, Monoquinte, au Festival d’Avignon (Chapelle des Pénitents blancs, sous l’égide du Théâtre ouvert, avec Philippe Avron). Vient encore, en 1977, une analyse de mise en scène, Lorenzaccio par Guy Rétoré, aux éditions de l’Avant-Scène.
Ce retour à l’université, après une longue interruption de 1981 à 1988, permet à  Robert Abirached de reprendre son activité d’écrivain et de chercheur. Ce sont alors : La décentralisation théâtrale, ouvrage collectif qu’il dirige en 4 volumes (1992-1995), puis Le Théâtre et le Prince, réédité et enrichi d’un second volume en 2005 sous les titres de L’Embellie (tome I) et d’Un système fatigué (tome II). En 1997, il fait jouer pour une  soixantaine de représentations en Italie une pièce, mise en scène par Maurizio Scaparro, Casanova comédien en italien (inédite en français). 
Si l’on voulait n’être pas trop incomplet, on ajouterait à ce résumé une longue liste d’articles, de préfaces, de conférences, d’éditions (Pirandello, Albert-Birot, Beckett, dans le domaine du théâtre et Laclos, Vigny, Zola, etc., côté littérature). 
Cette liste s’est enrichie notamment d’un important ouvrage Le théâtre en France au XXe siècle arrimé à une forte anthologie (2011, éditions de l’Avant-scène Théâtre) pour lequel Robert Abirached a réuni six éminents collaborateurs. Ce livre fait écho à une très libre histoire du théâtre proposée sous forme de monologue, en juillet 2003, sur les ondes de France-Culture (vingt-six émissions de vingt minutes chacune).

### Un homme de théâtre dans la cité

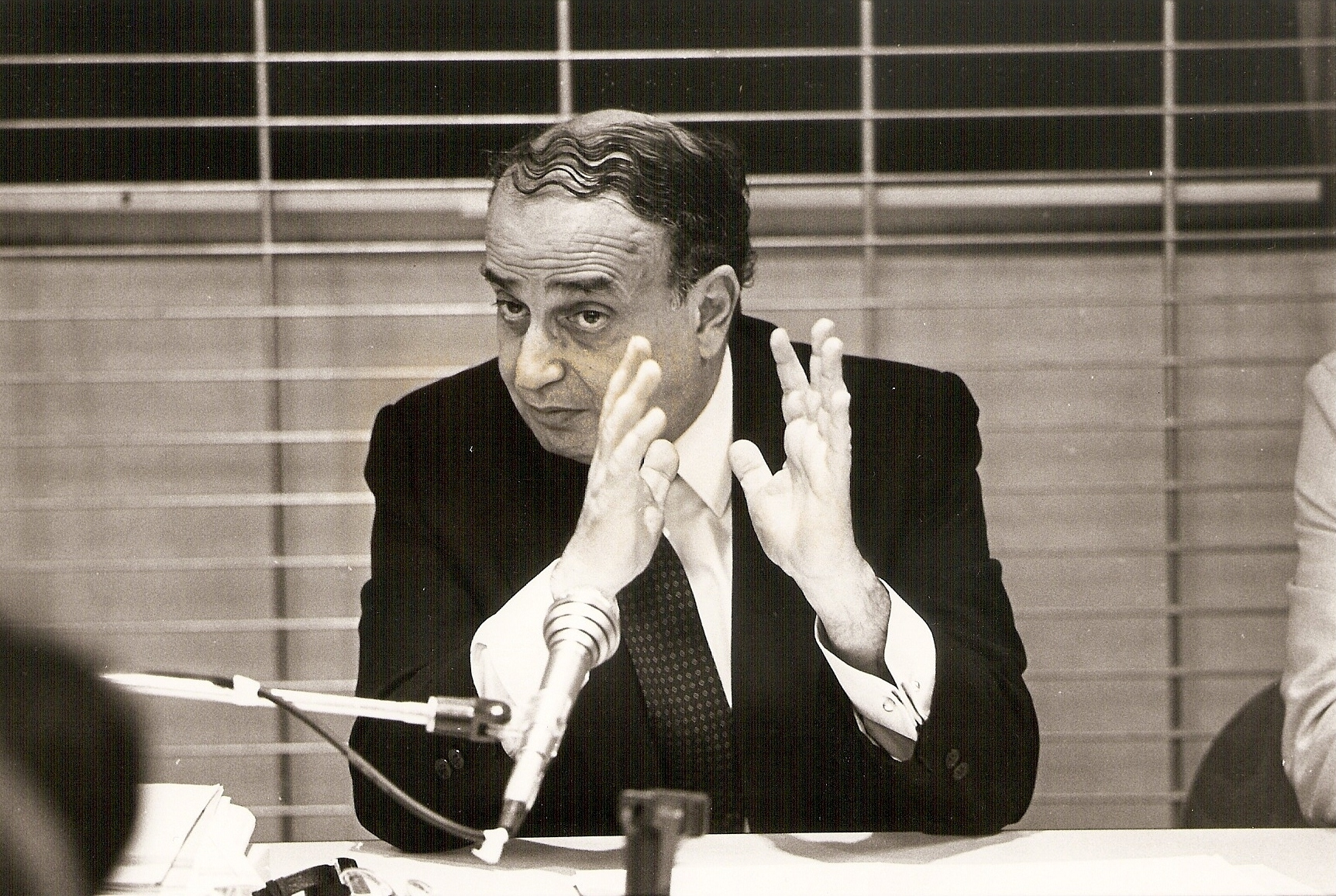

Robert Abirached s’est intéressé très tôt aux mouvements civiques qui traversent le théâtre. Il a d’abord suivi en simple militant la naissance et les progrès de la décentralisation et du théâtre public selon Jean Vilar, puis on le trouve, dès 1964, engagé dans l’aventure du festival de Nancy, fondé par Jack Lang, qu’il va épauler avec force pendant plus de quinze ans. 
Nommé en 1966 par le ministère des Affaires culturelles membre de la Commission d’aide aux animateurs, il en démissionne avec éclat en 1973 avec Renée Saurel, Alfred Simon et Bernard Dort pour marquer son désaccord avec la politique et les déclarations du ministre de l’époque, Maurice Druon. 
Cette présence sur la scène publique est prolongée par de nombreux voyages qui lui permettent de connaître les théâtres étrangers et de faire cours et conférences en Angleterre, en Italie, en Espagne, au Danemark, en Pologne, en Grèce et bientôt aux États- Unis, à Taïwan, au Maroc, en Tunisie, ainsi qu’au Liban et en Syrie. 
Lorsqu'en 1981, le nouveau ministre de la Culture qu’il connaît de longue date, Jack Lang, lui propose de rejoindre son département, il accepte très volontiers avec la ferme intention de réformer le fonctionnement du théâtre en France et d’insuffler un dynamisme nouveau dans tous les secteurs de l’art dramatique. Il demeurera pendant un peu plus de sept ans à la direction du Théâtre et des Spectacles qu’il quittera, sur sa demande, au début d’octobre 1988, avec le souci, toutefois, de ne pas s’absenter de la vie théâtrale. 
Robert Abirached sera ainsi, simultanément ou successivement, président de l’Observatoire des politiques culturelles de Grenoble, du Festival des Francophonies en Limousin à Limoges, de la section française de l’Institut international du théâtre méditerranéen (IITM) à Marseille, de la commission Théâtre du Centre national du Livre. Il a quitté, en juillet 2008, au bout de dix ans, la présidence du théâtre Silvia-Monfort où il avait été appelé par la Ville de Paris.

### Principaux ouvrages
- Écrivains d’aujourd’hui (1940-1960), dictionnaire anthologique et critique sous la direction de Bernard  Pingaud, Grasset, 1960. Robert Abirached donne neuf contributions à cet ouvrage (Adamov, Beckett, Césaire, Ionesco, Marceau, Oster, Sarraute, Schehadé, Vauthier)
- Casanova ou la dissipation, Grasset, 1961. Traduit en italien, avec une préface de Leonardo Sciascia, sous le titre de Casanova o la dissipazione, Sellerio édition 1977. Nouvelle édition, avec une préface de Christophe Deshoulières, édition Titanic, Marseille, 1996.
- L’Emerveillée, roman, Grasset, 1963.
- Tu connais la musique?, théâtre, Stock, 1971.
- Jean Vauthier, essai, Seghers, 1973.
- La Crise du personnage dans le théâtre moderne, Grasset, 1978 et Gallimard, collection TEL, 1994. Traduit en espagnol, par Borja Ortiz de Gondra, sous le titre de La crisis del personaje en el teatro moderno, Madrid, 1994.
- La Décentralisation théâtrale (4 volumes, sous la direction de Robert Abirached) :
- 1. Le Premier Âge, 1945-1958, Actes Sud Papiers, 1992 et 2005.
- 2. Les Années Malraux, 1959-1968, Actes Sud Papiers, 1993 et 2005.
- 3. 1968, le tournant, Actes Sud Papiers, 1994 et 2005.
- 4. Le Temps des incertitudes, 1969-1981, Actes Sud Papiers, 1995 et 2006.
- Le Théâtre et le Prince, repris sous le titre de : tome I, L’Embellie (1981-1992) (Plon, 1992, et Actes Sud, 2005) et suivi d’un tome  II, Un système fatigué (1993-2004), Actes Sud, 2005.
- Le Théâtre en France au XXe siècle (sous la direction de Robert Abirached), L’Avant-scène éditeur, octobre 2011.

### Choix d'articles et de préfaces (1979-2012)
Dix-sept articles ayant trait aux institutions et à la politique culturelle, in  Politiques culturelles de la France depuis 1959, sous la direction d'Emmanuel de Waresquiel, Larousse, 2001.
- Thérèse Raquin, Émile Zola, préface et notes, Folio, Gallimard, 1979.
- Préface au Paradoxe sur le comédien, Diderot, Folio Classique, Gallimard, 1994.
- Théâtre Incomplet 1, Hervé Blutsch, préface, Editions du Cardinal, 1996.
- Le Dindon, de Georges Feydeau, préface et notes, Folio-Théâtre, Gallimard, 2001.
- Le théâtre à l'université, in Le théâtre à l'école, Cahiers de l'ANRAT, Actes Sud Papiers, 2002.
- Préface pour Le théâtre dénaturé. Le théâtre portugais sous le règne de Salazar, de Graça dos Santos, éditions du CNRS, 2002.
- Jean Tardieu, agent double du langage, in L’Arpa, la Tela, la Voce, actes du colloque Jean Tardieu, Vérone, 2003.
- Préface pour Jeanne Laurent, une fondatrice du service public de la culture, de Marion Denizot, Comité d'histoire du ministère de la culture, 2003.
- « C’est toi ?-Oui c’est moi » (sur Jean Tardieu), in Revue d’histoire du théâtre, 4, 2003.
- La vie qui ne finit pas, notes sur le théâtre de Claude Mauriac, in Claude Mauriac ou La liberté de l’esprit (direction Claude Leroy et Nathalie Mauriac Dyer), Publidix, 2003.
- Labiche et Feydeau : portraits croisés, in De Claudel à Malraux, mélanges offerts à Michel Autrand, Presses universitaires de Franche-Comté, 2004.
- La voix, la parole, le sens, in Au commencement était la voix (direction Marie-France Castarède et Gabrielle Konopczinski), édition Erès, 2005.
- Jouer Voltaire aujourd’hui, entretien avec Pierre Frantz, in Cahiers Voltaire, revue annuelle, no 5, 2006.
- Préface et notes pour Le théâtre face au pouvoir, textes de Renée Saurel, L’Harmattan, 2008.
- Le théâtre dans la cité : dernières remarques avant une rupture annoncée, in Communications, no 83, Le Seuil, 2008.
- Un chapeau de paille d'Italie, préface et notes, Folio-Théâtre, Gallimard, 2009
- Préface pour Le Nouveau Théâtre (1947-1968), textes de Jacques Lemarchand, Gallimard, 2009.
- Préface à Ionesco, de l’écriture à la peinture, de Sonia de Leusse-Guillou, L’Harmattan, 2009.
- Ionesco et la critique, in Ionesco (direction Noëlle Giret), Gallilmard/BNF, 2009.
- Préface à Memet Ulusoy, un théâtre interculturel, édition L'Âge d'homme, 2010.
- Tragique et tragédie  dans le nouveau théâtre(1945-1960), in Tragédie(s), éditions rue d’Ulm, 2010.
- Préface aux Cahiers forains des Magnifiques (sous la direction d'Alix de Morant) Lansman édition(Belgique), 2010.
- Préface à  De théâtre et d’eau fraîche, de Claude Confortès, L’Amandier, 2010.
- La scène en mutation, in Naissance d'un festival, Mémoires et témoignages, collection Les trois mondes, Festival mondial  des théâtres de marionnettes, 2011.
- Le théâtre en France au XXe siècle (dir), L’Avant-scène Théâtre, 2011.
- Préface à Georges Schehadé, Le Théâtre du poète, correspondances dramatiques et dossier de réception par David Martens, Honoré Champion, 2012.
- Gabriel Cousin, Un théâtre populaire à l’échelle du monde, in Europe, no 295, mars 2012.
- Préface à Cinquième étage à Gauche d’André Steiger, entretiens avec François Marin, éditions d’En Bas, Lausanne, 2012.

## Distinctions
- 1961 : prix Sainte-Beuve.
- 1981 :  Commandeur de l'ordre des Arts et des Lettres.
- 1984 : Médaille Beaumarchais, décernée par la Société des auteurs et compositeurs dramatiques (SACD).
- 1992 :  Officier de la Légion d'honneur.
- 1998 :  Commandeur de l'ordre national du Mérite.
- 2001 :  Commandeur de l'ordre des Palmes académiques.